# Страйп
Страйп (від англ. смуга) — це білі смуги у бразильському джіу-джисту, які видає тренер учням, що особливо відзначилися. Липкий шматок білої тканини наклеюють на всі пояси учнівського рівня.

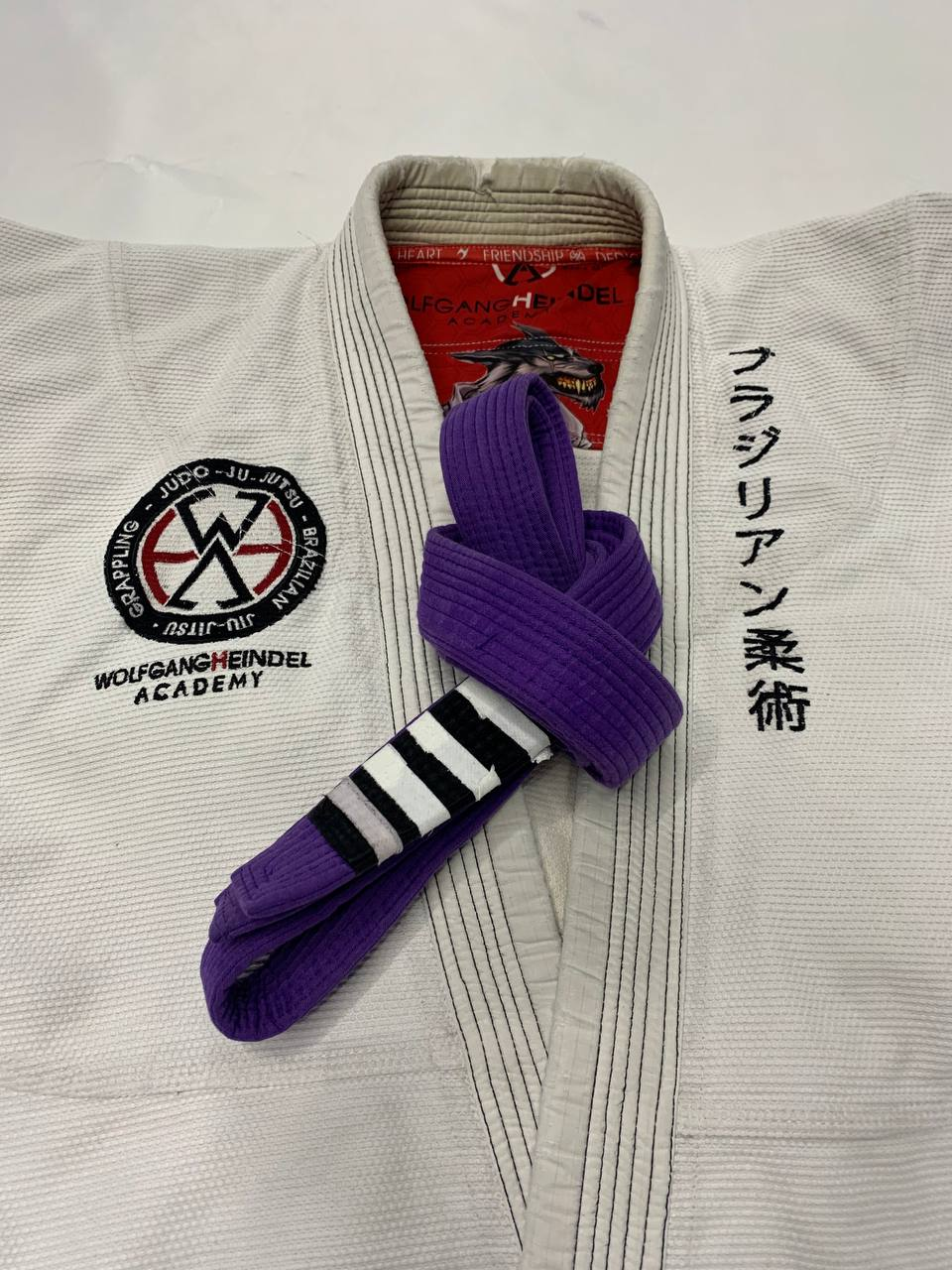
Пояс зі страйпами

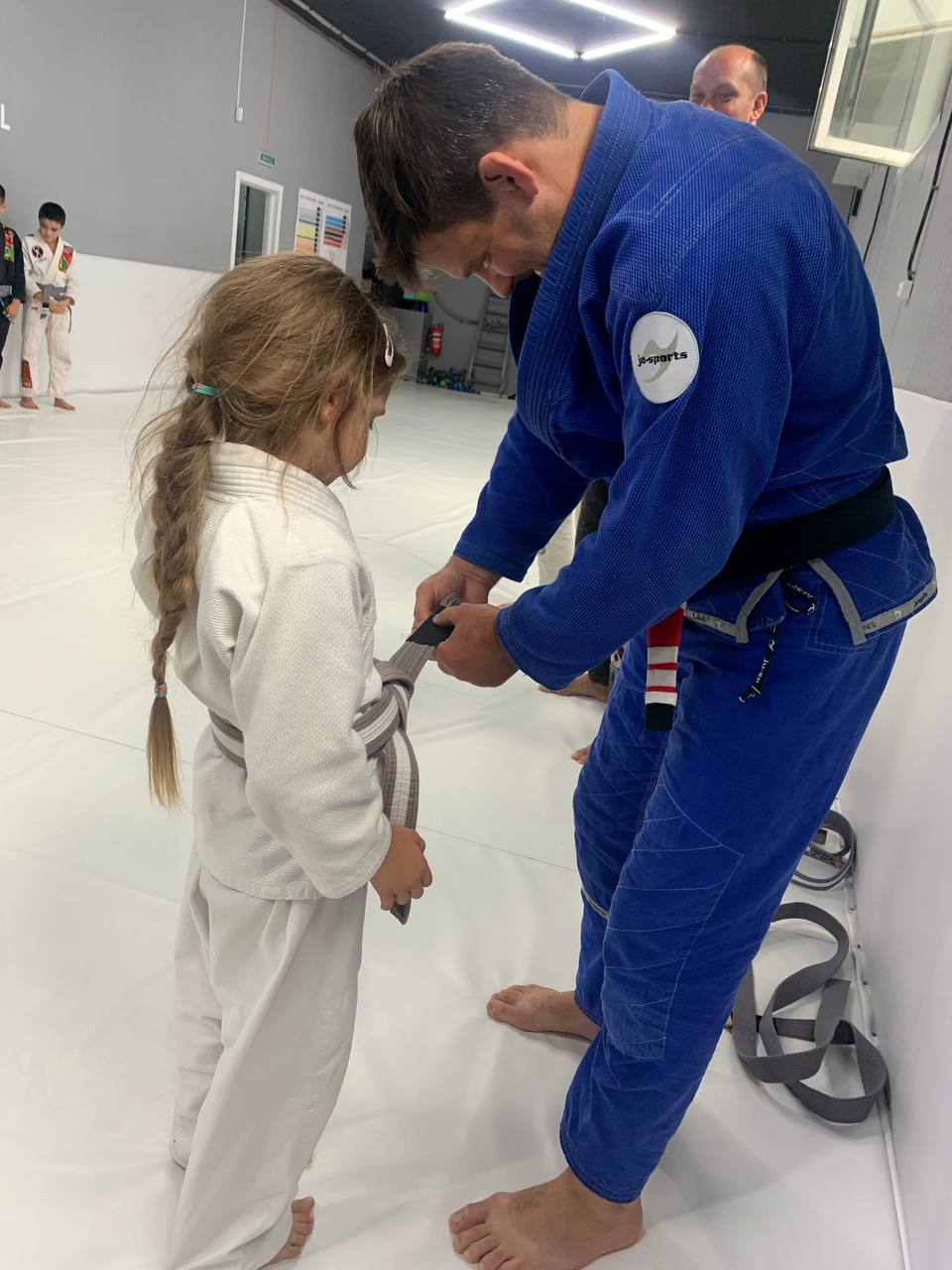
Нагородження страйпом

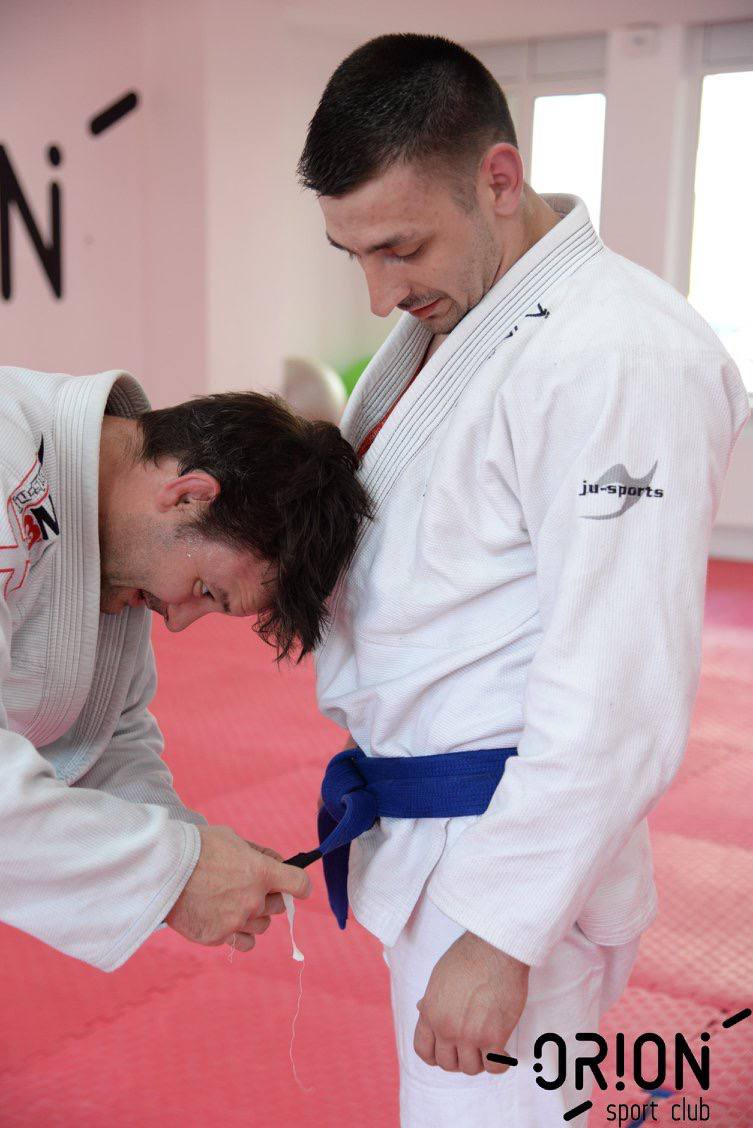
Нагородження страйпом

У МФБДД (Міжнародній федерації бразильського джіу-джитсу) встановлено стандартну систему вручення страйпів. Коли збирається 4 смужки, це означає готовність спортсмена переходити на новий щабель.

## Для чого це потрібно
- стимулюють розвиток учня;

- мотивують прагнення вищим досягненням;
- зміцнюють відчуття прогресу та правильності обраного шляху;
- приносять задоволення від своїх амбіцій;

- дають імпульс підвищенню оборотів темпу роботи з себе;
- приносять задоволення від своїх амбіцій;
- почуття причетності учня до нового соціуму;
- візуальне відображення просування майстерності.

## За що нагороджують страйпом
Відсутні чіткі показники. Іноді тренер вручає страйп на власний розсуд.  Це можуть бути не особливі досягнення учня, а суб'єктивна думка інструктора.Нагорода за старання. Різноманіття системи поясів і страйпів надає цьому виду бойового мистецтва краси та досконалості.

## Як страйпи впливають на пояс
У МФБДД (Міжнародній федерації бразильського джіу-джитсу) встановлено стандартну систему вручення страйпів. Коли збирається 4 смужки, це означає готовність спортсмена переходити на новий рівень, та отримувати пояс нового кольору.